# Timo Becker
Timo Becker (ur. 25 marca 1997 w Herten) – niemiecki piłkarz występujący na pozycji obrońcy w niemieckim klubie Schalke 04. Wychowanek SV Erle 08, w trakcie swojej kariery grał także w Rot-Weiss Essen.